# Onthophagus intricatus
Onthophagus intricatus là một loài bọ cánh cứng trong họ Bọ hung (Scarabaeidae).